# Ірникші
Ірникші́ (рос. Ирныкши, башк. Ырныҡшы) — село у складі Архангельського району Башкортостану, Росія. Адміністративний центр Ірникшинської сільської ради.
Населення — 447 осіб (2010; 498 в 2002).
Національний склад:
- росіяни — 85 %